# مینگ-بلاغ (شهرستان نارین)
مینگ-بلاغ (به لاتین: Ming-Bulak) یک منطقهٔ مسکونی در قرقیزستان است که در شهرستان نارین واقع شده‌است. مینگ-بلاغ ۱٬۴۳۸ نفر جمعیت دارد و ۲٬۰۱۷ متر بالاتر از سطح دریا واقع شده‌است.